# Druhy příze
Na začátku 21. století se ve světě vyrábí několik set druhů příze ze staplových nebo nekonečných vláken a z fóliových pásků. 
V odborné textilní literatuře se zařazují jednotlivé druhy příze podle určitých kritérii do několika skupin, ze kterých se nejčastěji uvádějí:

## Druh suroviny
Z několika desítek jednotlivých druhů a kombinací různých textilních vláken se vyrábějí stovky druhů příze s označením např.: bavlněná příze, polyesterová příze, příze ze směsi PES/VI/EL, korundový multifilament, lycra (obchodní značka příze z elastických filamentů) aj.

## Způsob výroby
Podle výrobní technologie se používá pro příze např. označení: bavlnářská, rotorová, filamentová (svinutá z nekonečných umělých nebo přírodních vláken), ručně předená aj.

## Způsob zušlechtění
Podle druhu úpravy příze (nebo vláken v ní obsažených) se rozeznává např.: skaná, mercerovaná, barvená, viguré (z potištěných česanců), tvarovaná, příze se sníženou hořlavostí aj.

## Zpracovatelské vlastnosti
Některé vlastnosti (zákrut, omak aj.) mohou být při výrobě přizpůsobeny tak, aby se příze daly výhodně použít pro určité zpracování. Tyto příze se označují např. jako: tkalcovské, pletařské, příze na háčkování, kobercové aj.